# Avella
Avella è un comune italiano di 7 441 abitanti della provincia di Avellino in Campania. È rinomato per la coltivazione del nocciolo, il cui nome specifico (Corylus avellana) deriva proprio da tale territorio.

## Geografia fisica
Situato nel cuore di una grande conca dell'Appennino Campano, è circondato a nord dai monti di Avella e a nord-est da Montevergine, entrambi parte dei monti del Partenio. Il più importante corso d'acqua che passa per questo comune è il Clanio, ormai impoverito.
Il clima di Avella è sub-mediterraneo, con inverni complessivamente temperati ma piovosi, con possibili brina e gelate; in estate la siccità predomina sul territorio con rare piogge e venti di ponente e di scirocco. La vegetazione è piuttosto ricca, con prevalenza di noccioleti che producono le pregiate "nocciole avellane" (il cui legno è citato da Gabriele D'Annunzio ne "I pastori"), ma di rilievo è anche la produzione di frutta e ortaggi.

## Storia
L'antica Abella, il cui abitato in parte coincideva in età sannitica e romana con il più orientale dei due nuclei dell'attuale centro storico, era di rilievo, fra i centri medio-piccoli della Campania antica, anche se superata in importanza e grandezza dalla vicina Nola.
Si trova sulla via che collegava e collega tuttora la pianura Campana con la valle del Sabato e il Sannio Irpino, strada meno agevole della Via Appia (che utilizzava il valico di Arpaia); la posizione e la coltivazione della pregiata nux Abellana (nocciola) (da cui derivano i nomi della "nocciola" portoghese, castigliano, catalano e occitano: avelã, avellana, avelana) costituivano una risorsa economica, alla quale si aggiungevano lo sfruttamento dei boschi e l'allevamento nelle zone più alte.
L'unico avvenimento storico di un certo rilievo di cui si sappia da fonti scritte è la fedeltà a Roma durante la guerra sociale (91 a.C.-89 a.C.) che fu punita nell'87 a.C. con la distruzione da parte dei sanniti che ancora occupavano Nola.

### Dalla preistoria al VI secolo a.C.
Si sono reperite testimonianze di epoca preistorica: vasi e frammenti del periodo di transizione fra l'età del rame (eneolitico) e l'età del bronzo, intorno al 2000 a.C. Tuttavia tali ritrovamenti poco contribuiscono, data la loro scarsità e il modo casuale della loro scoperta, alla ricostruzione di quel periodo storico; si ha invece un quadro più organico, anche se tuttora assai lacunoso, del periodo intorno al 700 a.C., fase iniziale della colonizzazione greca lungo le coste della Campania, età che registrò vivaci scambi da un lato con gli etruschi insediatisi già prima a Capua e forse anche a Nola, e dall'altro con popolazioni italiche, nella fattispecie gli Osci. Di tutta la prima metà del VII secolo a.C. ci sono stati ritrovamenti solo sporadici di oggetti che provengono da un settore della necropoli in cui non è stata ancora possibile un'indagine scientifica.
Una oinocoe con decorazione geometrica, databile verso il 700 a.C., imita modelli corinzi ed è stata importata forse da Cuma, mentre un askos della stessa epoca, in uno stile geometrico di carattere assai diverso, proviene forse dalla Daunia, come altri vasi analoghi da Caudium (Montesarchio), Suessula (Acerra) e Pitecusa (Ischia).
Relativamente meglio conosciuto è invece il "periodo orientalizzante recente" (650 a.C.-545 a.C. circa), del quale è stato trovato un notevole numero di tombe sia nella necropoli a nord-est (località S. Paolino e zone attigue) sia ad ovest della città antica (località S. Nazzaro), mentre non si sa ancora nulla delle aree abitate (anche se ritrovamento fortuiti in località Campopiano potrebbero far pensare a nuclei sparsi). Le tombe finora note sono ad inumazione a fossa semplice e contenevano spesso ricchi corredi con ceramica locale e vasi importati. Contrariamente a quanto avviene nella vicina Nola, dove le ceramiche sono di gran lunga prevalenti, sono registrati in tale periodo il bucchero e le imitazioni di vasi corinzi, con le stesse forme che si sono trovate anche a Capua. Ciò che sembra confermare il carattere etrusco della città, ad Avella prevalgono i vasi d'impasto a superficie nerastre.
Le "olle a bombarda", di solito con quattro prese spesso unite da un cordoncino, sono come in gran parte dell'Italia centro-meridionale la forma più frequente della ceramica comune; fra i vasi da tavola sono particolarmente caratteristiche le coppe a due anse, le coppe su alto piede a trafori circolari, le tazze con ansa cornuta, gli askoi, le anfore con collo a clessidra ed abbastanza frequenti le brocche, in parte con bocca trilobata. Il motivo decorativo più tipico, che ricorre soprattutto sulle coppe e sulle anfore, è una lambda a rilievo, mentre in altre forme la decorazione è incisa o impressa con la rotella dentata; tra gli oggetti di ornamento personale in bronzo o in ferro le fibule sono dei tipi più diffusi in Campania e mentre nelle tombe maschili prevale quella ad arco insellato con ghiande sui lati, in quelle femminili è comune l'arco semplice, talvolta a navicella, con staffa allungata.
Fra gli oggetti importati ci sono innanzitutto vasi di bucchero, di forme diffuse a Capua e Nola, coppe in impasto a superficie bruna-rossastra molto curata con decorazione impressa a rotella, anch'essi comuni nei centri etruschi della Campania, dei balsamari (ariballwi e bombiliwi) che imitano tipi corinzi nella forma e nella decorazione, ed un ariallos globulare corinzio del primo quarto del VI secolo a.C.
Abella era un centro ad economia sostanzialmente agricola in cui sopravviveva la cultura locale, la quale, per le forme più tipiche della ceramica d'impasto era strettamente affine a quella subito a Nord, a Caudium (Montesarchio), il che potrebbe far pensare a rapporti molto stretti e anche di parentela etnica fra le popolazioni dell'alta valle del Clanis, in cui si trovava Abella, e della valle Caudina.

### Dal IV al I secolo a.C.
Molte meno notizie si hanno invece per il periodo successivo, e fino agli inizi del V secolo a.C., per il quale solo alcuni oggetti d'importazione greca, tra i quali delle tazze ioniche prodotte a Velia dopo il 540 a.C., o etrusca dimostrano che la vita è continuata. Un corredo isolato della prima metà del V secolo comprende esclusivamente vasi d'argilla figulina, in parte con decorazione a figure nere, che non si distingue in niente da quanto è attestato contemporaneamente a Nola, a Capua ed in altri centri ormai etruschizzati della Campania.
Nel periodo successivo Abella era, come il resto della regione, sotto l'egemonia sannitica e più tardi, assunse carattere di città, come dimostrano i resti di abitazioni trovati a Nord dell'anfiteatro. L'area urbana, di circa 25 ettari di estensione (la metà circa di Pompei), occupava una zona leggermente sopraelevata a Sud della fuoriuscita del fiume dalle montagne e abbastanza interessata dal riporto dalle alluvioni, che hanno esercitato anche nell'antichità effetti devastanti tutt'intorno; l'impianto urbanistico ortogonale, che è pervenuto in parte, sembra essere stato regolarizzato dopo la distruzione dell'87 a.C. Le mura hanno un tracciato ad andamento regolare per tutta la metà orientale e la sola parte ben conservata, incorporata nell'anfiteatro, è in opera cementizia con paramento in opus incertum, con blocchetti irregolari di varie dimensioni, per cui può essere datata dopo la seconda guerra punica, che interessò più direttamente la vicina Nola, e quindi al II secolo a.C.
Di un santuario fuori della città, ad occidente, nella zona di S. Candida, è testimonianza un deposito votivo con statuette di terracotta e ceramica a vernice nera, solo in parte esplorato. Come le fondazioni delle case, anche le tombe del periodo sannitico finora messe in luce sono per lo più in grandi blocchi di tufo uniti senza malta e generalmente del tipo a cassa. Quelle del IV secolo a.C. inoltrato hanno dato in parte ricchi corredi con vasi a vernice nera ed altri a figure rosse. Di questi si sono voluti attribuire alcuni del gruppo del pittore delle Danaidi ad officine avellane, ma non è per il momento possibile confermare tale ipotesi, sia perché provengono da scavi eseguiti nel secolo scorso senza controllo scientifico, sia perché ad Avella e a Nola quel che si sa è ancora troppo poco per attribuire all'uno o all'altro centro tale produzione.
Significative sono però le importazioni da Cuma, da Capua e, caso raro nella Campania vera e propria, da Paestum, mentre i vasi di officine attiche sono pervenuti così come anche in altre città della Campania e del Sannio, evidentemente tramite Neapolis. Di un certo interesse sono anche delle coppe biansate di bronzo di un tipo non ancora noto in altri centri Campani. Altri oggetti di bronzo, quali le fibule ed i cinturoni con ganci ornati da palmette fanno parte del costume femminile e maschile Sannitico.
Nella necropoli di S. Nazzaro è stato trovato un gruppo di tombe a camera a più deposizioni i cui corredi, suppostamente di famiglie delle classi agiate, si differenziano da quelli delle sepolture precedenti per la prevalenza di balsamari fusiformi per lo più in terracotta, ma in qualche caso anche di alabastro e di provenienza egiziana, e per la presenza di strigili, che sono testimonianza della sostituzione dell'ideologia del banchetto prevalente prima nel rito funebre con gli ideali efebici in un periodo in cui di passo con l'affermazione dell'egemonia di Roma in Campania e le oligarchie locali coinvolte anche nelle attività commerciali derivanti dall'espansione romana in oriente tengono ad aggiornarsi nell'adorazione delle concezioni e mode di provenienza greca.

### Avella romana
Ad una comunque assai discutibile introduzione di terminologie romane anche nelle istituzioni, che in una civitas federata come Abella rimasero fino al termine della guerra sociale quelle osco-sannitiche, si è potuto pensare a proposito del senatus menzionato nel Cippus Abellanus, un trattato fra Avella e Nola relativo ad un santuario di Ercole di proprietà comune, che è uno dei più importanti documenti in lingua osca.

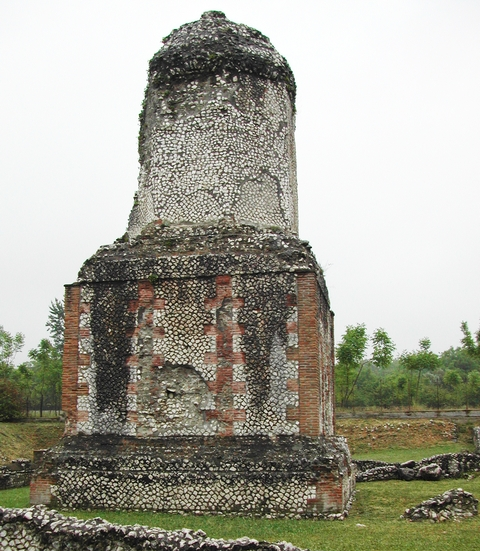
Monumento sepolcrale romano ad Avella

Non molto dopo la distruzione, viene dedotta ad Abella, così come a Nola ed a Pompei, una colonia da parte di Silla. Ne è testimonianza la spartizione dei terreni da attribuire ai coloni (centuriazione) nella parte in pianura del territorio che non è altro che la continuazione di quella del territorio nolano e di cui si sono conservate alcune delle vie principali e tracce di altro. Sono infatti riconoscibili ed in parte ricostruibili tre decumani in direzione Est-Ovest e otto Cardines in direzione Nord-Sud che delimitavano quadrati di 715 m per lato (centuriae) costituiti da cento particelle da due iugeri, anche se le quote singole erano in quest'epoca alquanto superiori a tale misura, mentre le vie principali della città ed anche quelle di collegamento con altri centri conservavano un orientamento diverso.
Nella città sorsero fin dall'età tardo-repubblicana edifici pubblici e furono ricostruiti quelli privati, anche se in qualche area periferica quale quella attigua all'anfiteatro subentrarono degli orti al posto di abitazioni, il che è da mettere in rapporto con l'accentrazione sempre maggiore della popolazione, specie in un centro senza grandi attività economiche oltre l'agricoltura e l'allevamento, nelle ville rustiche del territorio che erano i centri di latifondi gestiti con l'impiego degli schiavi.
Tra questi edifici il meglio noto è l'anfiteatro, eretto in opus reticulatum di tufo forse non molto dopo la deduzione della colonia.
Nella zona del "Santissimo" sono conservate imponenti costruzioni a volta di un edificio probabilmente pubblico che era forse in rapporto con la piazza del foro che vari indizi fanno supporre nelle vicinanze della chiesa di S. Pietro.
Nel territorio sono forse provenienti da ville rustiche, ubicate in collina ed in parte lungo le strade che uscivano dalla città e con quelle della centuriazione, vari monumenti funerari di età tardo-repubblicana e del I secolo dell'impero, evidentemente di famiglie dell'Ordo (notabilatu) e di altre che possedevano terreni. La loro tipologia trova riscontro in quella che troviamo contemporaneamente nelle necropoli di altre città campane, quali Pozzuoli, Cuma, Capua, Pompei e prevale lo schema di un corpo quadrato con o senza camera sepolcrale e sormontato da un'edicola o da un piano superiore circolare o poligonale, terminato da una cuspide, mentre il tipo circolare con camera circolare è un'eccezione relativamente antica.
Nel monumento con edicola nel recinto del campo sportivo è stata trovata anche la testa, ritratto del defunto, in calcare locale, dell'inizio dell'età imperiale. Nel tardo impero, Abella parrebbe essersi gradualmente dissolta come città in seguito alle invasioni, quali quella di Alarico che distrusse Nola. Un'imago clipeata relativa ad un personaggio eminente dell'antico centro, Lucio Sitrio Modesto, è murata da tempo sulla facciata della chiesa di S. Pietro. La tipologia della decorazione e l'iscrizione rimandano al massimo all'epoca tiberiana.
Testimonianze di un edificio di culto cristiano di carattere cimiteriale sono in località S. Paolino, forse costruito o restaurato quando costui era vescovo di Nola ed anche la chiesa di S. Pietro attorno alla quale si creò uno dei nuclei dell'abitato medioevale, risale forse ad epoca tardo-antica.

### Epoca moderna
Così come in epoca antica, anche durante il medioevo Avella continuò a rimanere legata all'area nolana e più precisamente alla Terra di Lavoro. Fu soltanto dopo il 1860 che il comune di Avella fu aggregato alla provincia di Avellino, benché il suo territorio non appartenesse all'antica Irpinia.

## Monumenti e luoghi d'interesse

### Castello di Avella o castello di San Michele

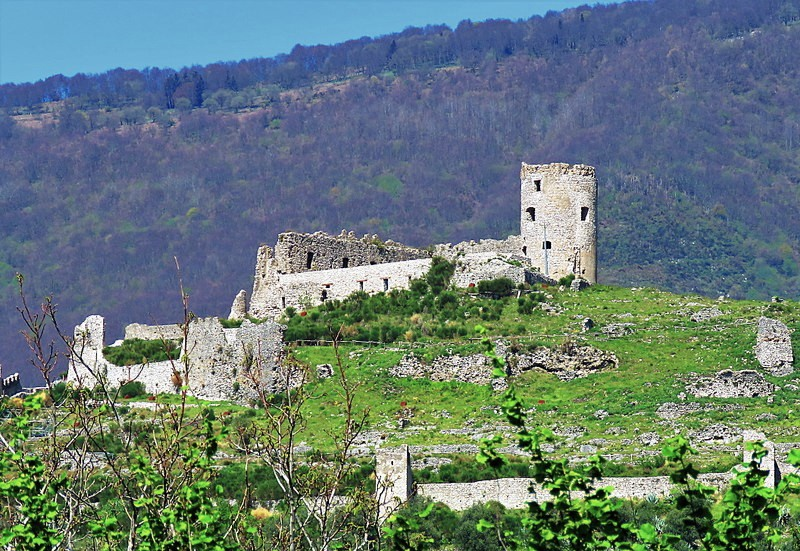
Castello di S. Michele

Il castello, che domina la città di Avella da una collina che borda la parte orientale della pianura campana e il fiume Clanio, è una roccaforte longobarda. Eretta nel VII secolo e dedicata all'arcangelo Michele, era destinata a controllare il confine. Subì numerosi attacchi, fra cui quello saraceno del 883.
Una torre cilindrica su base troncoconica domina la struttura. Il castello è circondato da due cinte murarie, una longobarda e l'altra normanna, che si estendono lungo le pendici della collina.

### Architetture religiose
- Chiesa dei Santi Martiri Nazario e Celso. In quella che ora si chiama Via Raffaello Sanzio, in Località San Nazzaro in Avella, quasi di fronte ad un mausoleo romano, si trova la diroccata chiesetta intitolata ai Santi Martiri Nazario e Celso. Costruita probabilmente tra IX secolo e XI secolo, esisteva già nell'anno 1087 perché è citata in un documento di cessione di un terreno donato dal signore avellano Aldoyno Franco al monastero di San Sebastiano di Napoli, che confinava con uno della chiesa di San Nazzaro di Avella[7]. Inoltre, il titolo di questa chiesa compare insieme a quello di San Romano in diversi documenti del XII secolo. Nel libro delle Sante Visite della Diocesi di Nola si legge che nell'anno 1615 il Vescovo G. B. Lancellotti vi fece visita insieme al parroco di San Romano G. N. Bruno e al suo beneficiario Scipione Barba. Il Canonico Alfredo Maietta, sacerdote di S. Paolo Bel Sito, le cui iniziali sono riprodotte sul cancelletto d'entrata, nel 1899 ne finanziò i lavori di ripristino e il 28 luglio dello stesso anno fu riaperta ai fedeli. Inoltre commissionò le statue dei Santi Nazario e Celso a Lecce, ma non gli riuscirà di vederle realizzate perché muore nel 1909. Dopo questa morte la chiesetta viene aperta solo di rado e i fedeli si riducono progressivamente. Per primo crolla il soffitto a botte e successivamente le mura perimetrali ad eccezione dell'abside, che ancora oggi resiste, conservando degli affreschi risalenti al XVIII secolo. Al centro è ancora visibile la figura della Madonna con in braccio il bambino, tra S. Pietro e S. Giovanni Battista. La Chiesa oggi è un rudere, a causa dello stato di abbandono in cui versa da tanti anni.

### Siti archeologici
- Antiquarium di Avella, in via Francesco De Sanctis
- Area archeologica della necropoli monumentale di Avella, in Via Tombe romane
- Anfiteatro romano di Avella, in Via dell'Anfiteatro

### Aree naturali
Avella sorge in prossimità del Montevergine, in mezzo ai cosiddetti "Monti di Avella".
Fenomeni carsici superficiali sono particolarmente diffusi nel quadrilatero Baiano-Lauro-Monteforte-Quadrelle e nella zona collinare di Roccarainola, con formazioni caratteristiche quali doline, campi solcati, lapies. Tra le maggiori formazioni di profondità nella zona di Avella, le tre grotte delle Camerelle di Pianura, degli Sportiglioni e di San Michele.

### Grotte e rifugi montani
La grotta delle Camerelle di Pianura è fra le tre la più importante dal punto di vista speleologico.
Origine simile a quella delle Camerelle, ha la non lontana grotta degli Sportiglioni, sviluppata per oltre 120 metri nel M. Spadafora. Si articola in una direzione O-E, associata a un'altra N-S, con due ampie sale comunicanti con un grosso corridoio, ambedue riccamente concrezionate. Al suolo sono ben evidenti grossi blocchi di roccia, dovuti al crollo degli strati formanti la volta, mentre l'originaria morfologia appare obliterata dall'azione incrostante delle acque di percolazione, con forme addolcite e invecchiate.
La grotta di San Michele, infine, nascosta dalla ricca vegetazione della parte mediana del Vallone delle Fontanelle, domina il corso del Clanio e la città di Avella, risultando conosciuta fin dall'antichità; resti pittorici ne testimoniano l'uso secolare a culto a partire almeno dal XIII secolo, con spiccate caratteristiche di cultura a base popolare. Altre formazioni speleologiche sono presenti nella zona di Roccarainola, ove si apre l'imponente bocca della Grotta omonima, sovrastante la parte più antica dell'abitato.
A fine aprile 2023 è stata scoperta in zona panoramica una nuova cavità carsica, denominata "Grotta degli spilli" 
Del versante meridionale di Monte Fellino occorre ricordare il riparo di Fellino, stazione preistorica del paleolitico superiore, distrutta irrimediabilmente da una cava, e la Grotta Nuova di Fellino, ancora intatta allorché ebbe a subire identica sorte.

## Società

### Evoluzione demografica
Abitanti censiti

### Etnie e minoranze straniere
Al 31 dicembre 2023 nel comune di Avella risultano residenti 213 cittadini stranieri, che rappresentano il 2,8% della popolazione residente. I gruppi più numerosi sono quelli di:
- Romania 79
- Ucraina 51
- Marocco 28

## Infrastrutture e trasporti
Avella è raggiungibile in treno per mezzo della Circumvesuviana Napoli-Baiano (stazione di Avella gestita dall'E.A.V.).

## Amministrazione
| Periodo | Periodo   | Primo cittadino     | Partito                              | Carica  | Note |
| ------- | --------- | ------------------- | ------------------------------------ | ------- | ---- |
| 1988    | 1991      | Vincenzo Biancardi  | Democrazia Cristiana                 | Sindaco |      |
| 1991    | 1992      | Francesco Vetrano   | commissario prefettizio              | Sindaco |      |
| 1992    | 1993      | Vincenzo Biancardi  | Democrazia Cristiana                 | Sindaco |      |
| 1993    | 1995      | Salvatore Guerriero | Democrazia Cristiana                 | Sindaco |      |
| 1995    | 1998      | Gennaro Pecchia     | Partito Popolare Italiano            | Sindaco |      |
| 1998    | 1998      | Salvatore Palma     | commissario prefettizio              | Sindaco |      |
| 1998    | 2000      | Domenico Salvi      | Democratici di Sinistra              | Sindaco |      |
| 2000    | 2001      | Antonio Esposito    | commissario prefettizio              | Sindaco |      |
| 2001    | 2006      | Salvatore Guerriero | Forza Italia                         | Sindaco |      |
| 2006    | 2011      | Domenico Salvi      | L'Unione                             | Sindaco |      |
| 2011    | 2016      | Domenico Biancardi  | Lista civica Colomba (Centro-destra) | Sindaco |      |
| 2016    | 2021      | Domenico Biancardi  | Lista civica Colomba (Centro-destra) | Sindaco |      |
| 2021    | in carica | Vincenzo Biancardi  | Lista civica Colomba (Centro-destra) | Sindaco |      |

### Altre informazioni amministrative
Il comune fa parte della Comunità montana Partenio - Vallo di Lauro e dell'Unione dei comuni Baianese - Alto Clanis.